# Carlos Marchena
Carlos Marchena López (Las Cabezas de San Juan, 31 juli 1979) is een Spaans voormalig betaald voetballer die bij voorkeur centraal in de verdediging speelde. Marchena debuteerde in augustus 2002 tegen Hongarije in het Spaans voetbalelftal.

## Carrière
Marchena's profloopbaan begon in 1997 bij Sevilla FC. De centrale verdediger bleef bij deze club tot 2000, toen Sevilla degradeerde naar de Segunda División A. Marchena vertrok naar Benfica, maar na een seizoen bij de club uit Lissabon keerde hij terug naar Spanje. Marchena stond vervolgens negen seizoenen onder contract bij Valencia CF. Hij won met Los Chés de landstitel (2002, 2004), de UEFA Cup (2004) en de UEFA Super Cup (2004). In augustus 2010 tekende hij een tweejarig contract bij Villarreal CF. Van 2012 tot 2014 kwam hij uit voor Deportivo La Coruña. Hij tekende in augustus 2015 een contract bij Kerala Blasters FC in India. Hij beëindigde in januari 2016 zijn loopbaan.

## Nationaal team
Marchena nam met het Spaans voetbalelftal deel aan het EK 2004, het WK 2006, het gewonnen EK 2008 en het gewonnen WK 2010. Daarvoor won de verdediger met Spanje goud op het WK 1999 Onder-20 en speelde hij op de Olympische Spelen 2000. Op 29 mei 2010 vestigde  Marchena een bijzonder record met de 3-2 oefenzege van Spanje op Saoedi-Arabië. Hij bleef voor de vijftigste keer op rij ongeslagen in een interland en passeerde daarmee op gelijke hoogte met de legendarische Braziliaan Garrincha. Garrincha, die met Brazilië in 1958 en 1962 wereldkampioen werd, kwam uit op vijftig interlands.

## Clubstatistieken
| seizoen   | club                | competitie          | wed. | goals |
| --------- | ------------------- | ------------------- | ---- | ----- |
| 1997/98   | Sevilla FC          | Primera División    | 17   | 0     |
| 1998/99   | Sevilla FC          | Primera División    | 18   | 1     |
| 1999/00   | Sevilla FC          | Primera División    | 32   | 0     |
| 2000/01   | SL Benfica          | SuperLiga           | 20   | 2     |
| 2001/02   | Valencia CF         | Primera División    | 16   | 1     |
| 2002/03   | Valencia CF         | Primera División    | 26   | 0     |
| 2003/04   | Valencia CF         | Primera División    | 31   | 2     |
| 2004/05   | Valencia CF         | Primera División    | 32   | 2     |
| 2005/06   | Valencia CF         | Primera División    | 25   | 0     |
| 2006/07   | Valencia CF         | Primera División    | 22   | 0     |
| 2007/08   | Valencia CF         | Primera División    | 28   | 0     |
| 2008/09   | Valencia CF         | Primera División    | 26   | 1     |
| 2009/10   | Valencia CF         | Primera División    | 24   | 2     |
| 2010/11   | Villarreal CF       | Primera División    | 22   | 0     |
| 2011/12   | Villarreal CF       | Primera División    | 17   | 0     |
| 2012/2014 | Deportivo La Coruña | Primera División    | 44   | 5     |
| 2015      | Kerala Blasters FC  | Indian Super League | 1    | 0     |
|           |                     | totaal              | 357  | 11    |

## Erelijst
Valencia CF
- La Liga: 2001/02, 2003/04
- Copa del Rey: 2007/08
- UEFA Cup: 2003/04
- UEFA Super Cup: 2004

 Spanje onder 20
- Wereldkampioenschap voetbal onder 20: 1999

 Spanje
- Wereldkampioenschap voetbal: 2010
- Europees kampioenschap voetbal: 2008

Individueel
- Europees kampioenschap voetbal: Team van het Toernooi, editie 2008

- WorldCat: E39PBJd8bvw4wPvHhX4D64gVG3

1 Aranzubia ·
2 Lacruz ·
3 Capdevila ·
4 Marchena ·
5 Vergara ·
6 Albelda ·
7 Angulo ·
8 Xavi ·
9 José Marí ·
10 Gabri ·
11 Ferrón ·
12 Puyol ·
13 Luque ·
14 Amaya ·
15 Ismael ·
16 Velamazán · 
17 Tamudo ·
18 Ortiz ·
19 Dorado ·
20 Ania · 
21 Jesuli ·
22 Láinez ·
Coach: Sáez
1 Cañizares ·
2 Capdevila ·
3 Marchena ·
4 Albelda ·
5 Puyol ·
6 Helguera ·
7 Raúl  ·
8 Baraja ·
9 Torres ·
10 Morientes ·
11 Luque ·
12 Gabri ·
13 Aranzubia ·
14 Vicente ·
15 Bravo ·
16 Alonso ·
17 Etxeberria ·
18 César ·
19 Joaquín ·
20 Xavi ·
21 Valerón ·
22 Juanito ·
23 Casillas ·
Coach: Sáez
1 Casillas ·
2 Salgado ·
3 Pernía ·
4 Marchena ·
5 Puyol ·
6 Albelda ·
7 Raúl  ·
8 Xavi ·
9 Torres ·
10 Reyes ·
11 García ·
12 López ·
13 Iniesta ·
14 Alonso ·
15 Ramos ·
16 Senna ·
17 Joaquín ·
18 Fàbregas ·
19 Cañizares ·
20 Juanito ·
21 Villa ·
22 Ibáñez ·
23 Reina ·
Coach: Aragonés
1 Casillas  ·
2 Albiol ·
3 Navarro ·
4 Marchena ·
5 Puyol ·
6 Iniesta ·
7 Villa ·
8 Xavi ·
9 Torres ·
10 Fàbregas ·
11 Capdevila ·
12 Cazorla ·
13 Palop ·
14 Alonso ·
15 Ramos ·
16 García ·
17 Güiza ·
18 Arbeloa ·
19 Senna ·
20 Juanito ·
21 Silva ·
22 De la Red ·
23 Reina ·
Coach: Aragonés
1 Casillas  ·
2 Albiol ·
3 Piqué ·
4 Marchena ·
5 Puyol ·
6 Hernández ·
7 Villa ·
8 Xavi ·
9 Torres ·
10 Fàbregas ·
11 Capdevila ·
12 Busquets ·
13 López ·
14 Alonso ·
15 Ramos ·
16 Llorente ·
17 Güiza ·
18 Riera ·
19 Arbeloa ·
20 Cazorla ·
21 Silva ·
22 Mata ·
23 Reina ·
Coach: Del Bosque
1 Casillas  ·
2 Albiol ·
3 Piqué ·
4 Marchena ·
5 Puyol ·
6 Iniesta ·
7 Villa ·
8 Xavi ·
9 Torres ·
10 Fàbregas ·
11 Capdevila ·
12 Valdés ·
13 Mata ·
14 Alonso ·
15 Ramos ·
16 Busquets ·
17 Arbeloa ·
18 Pedro ·
19 Llorente ·
20 Martínez ·
21 Silva ·
22 Navas ·
23 Reina ·
Coach: Del Bosque